# معجزه: نامه‌هایی به رئیس‌جمهور
معجزه: نامه‌هایی به رئیس‌جمهور (کره‌ای: 기적) یک فیلم درام عاشقانه محصول ۲۰۲۱ کرهٔ جنوبی به کارگردانی و نویسندگی لی جانگ هون برای بلاسم پیکچرز است. پارک جونگ-مین، لی سونگ مین، ایم یون آه و لی سو کیونگ در این فیلم بازی کردند و بر پایهٔ داستان واقعی جون کیونگ، یک نابغهٔ ریاضی دبیرستانی ساخته شده است. داستان این فیلم روایت کننده تأسیس یک ایستگاه قطار ساده و خصوصی در یک روستای دورافتاده در استان گیونگ‌سانگ شمالی در دههٔ ۱۹۸۰ است.
این فیلم در ۱۵ سپتامبر ۲۰۲۱ در کره جنوبی، همزمان با تعطیلات چوسوک منتشر شد.

## خلاصه داستان
این فیلم بر اساس داستان واقعی خانواده‌ای در دههٔ ۱۹۸۰ ساخته شده که در منطقه‌ای دورافتاده بدون جاده در استان گیونگ‌سانگ شمالی زندگی می‌کردند.
جون کیونگ پسر ته یون، مهندس راه و شهرسازی است. روستایی که آنها در آن زندگی می‌کنند، ریل دارد اما ایسگاه قطار ندارد. به خاطر همین هیچ‌کس نمی‌داند که قطار چه موقع خواهد رسید. جون کیونگ خواهرش را به همین دلیل از دست داد. حالا می‌خواهد با نوشتن نامه‌هایی به رئیس‌جمهور از او درخواست کند تا ایستگاهی برای روستایشان بسازد.

## بازیگران
- پارک جونگ-مین در نقش جونگ جون کیونگ
  - کیم کانگ-هون در نقش جوانی جون کیونگ
- لی سونگ مین در نقش جونگ ته یون، پدر جون کیونگ[۲]
- ایم یون آه در نقش سونگ را هی[۳]
- لی سو کیونگ در نقش جونگ بو کیونگ - خواهر بزرگتر جون کیونگ